# 伊洛沃茨鄉
44°49′N 22°46′E / 44.817°N 22.767°E
伊洛沃茨鄉（羅馬尼亞語：Comuna Ilovăț, Mehedinți），是羅馬尼亞的鄉份，位於該國西南部，由梅赫丁茨縣負責管轄，面積80平方公里，海拔高度260米，2007年人口1,314，人口密度每平方公里16人。